# Battle Without Honor or Humanity
"Battle Without Honor or Humanity" (バトル･ウィズアウト･オナー・オア・ヒューマニティー) é uma música de rock instrumental do guitarrista japonês Tomoyasu Hotei, que foi composta como tema do filme New Battles Without Honor or Humanity, de 2000. Neste filme, a música aparece nos créditos como "New Battles Without Honor and Humanity Theme" (新・仁義なき戦いのテーマ).
No ocidente, a música tornou-se notória por conta do filme Kill Bill Volume 1, de 2003. Desde então, ela tem sido usada em vários filmes, comerciais e programas de televisão em todo o mundo.
Ela foi lançada como single do álbum Electric Samurai, de 2004, intitulada "Another Battle" (アナザー・バトル).
Em 2019, ela foi ranqueada como a 80ª melhor canção instrumental de guitarra pela revista Young Guitar Magazine.

## Créditos
- Tomoyasu Hotei - Guitarra, Baixo elétrico, Teclados
- Toshiyuki Kishi (Abingdon Boys School) - Programação, edição de áudio
- Yoichi Murata – horn arrangements, Trombone
- Masahiko - trompete

## Faixas do Single
1. "Battle Without Honor or Humanity – Original Mix"
2. "Battle Without Honor or Humanity – Samurai Mix"
3. "Battle Without Honor or Humanity – Guitar Karaoke"

## Na Cultura Popular

### Aparições em Filmes
- New Battles Without Honor or Humanity
- Kill Bill Volume 1
- Transformers
- Shrek the Third
- Kung Fu Panda (apenas no trailer oficial)
- Hotel for Dogs
- Team America: World Police
- Made of Honor
- Hoodwinked Too! Hood vs. Evil
- TThe Dictator
- Les Dalton

### Jogos Eletrônicos
- Dance Dance Revolution SuperNOVA
- Pop'n Music Carnival (13)
- Gran Turismo HD by Polyphony Digital (trailer for PS3)
- Rocksmith 2014 DLC